# Poiana (gmina Pângărați)
Poiana – wieś w Rumunii, w okręgu Neamț, w gminie Pângărați. W 2011 roku liczyła 433 mieszkańców.